# Haarajärvi (sjö i Toholampi, Mellersta Österbotten)
Haarajärvi är en sjö i kommunen Toholampi i landskapet Mellersta Österbotten i Finland. Sjön ligger 112 meter över havet. Arean är 79 hektar och strandlinjen är 6,29 kilometer lång. Sjön  ingår i Lesti å huvudavrinningsområde.   Den ligger omkring 64 kilometer öster om Karleby och omkring 400 kilometer norr om Helsingfors. 
I sjön finns ön Isosaari. 